# Défaillances systèmes
Défaillances systèmes (titre original : All Systems Red) est un roman court de science-fiction de l'écrivain américain Martha Wells, paru en 2017 puis traduit en français et publié en 2019. Il est le premier livre de la série Journal d'un AssaSynth.
Défaillances systèmes a remporté le prix Hugo du meilleur roman court 2018, le prix Nebula du meilleur roman court 2017, le prix Locus du meilleur roman court 2018 ainsi que le prix Bob-Morane du meilleur roman traduit 2020.
La série Journal d'un AssaSynth a obtenu le prix Julia-Verlanger 2020.

## Résumé
Sur une planète extraterrestre, une équipe scientifique composée de huit personnes et appelée PréservationAux est chargée d'étudier les ressources de la planète. Une expédition visant à récolter des échantillons du sol près de leur base tourne mal lorsqu'un de ses membres est attaqué par une créature indigène géante. Elle est sauvée par une SecUnit, l'agent de sécurité cyborg chargé de la protection de PréservationAux qui s'est secrètement baptisé AssaSynth. Bien qu'il ait piraté le module de supervision permettant son contrôle par les humains et qu'il préfère de loin regarder des séries, la SecUnit a tout intérêt à garder ses clients humains en sécurité et en vie, car elle a déjà échoué dans cette tache lors d'une expédition passée particulièrement horrible. AssaSynth découvre bientôt que les informations concernant la dangerosité de la faune ont été supprimées du rapport d'analyse de la planète. Une enquête plus approfondie révèle que certaines sections des cartes en leur possession sont également manquantes. Pour les huit humains de PréservationAux, le sauvetage puis la participation de la SecUnit à l'enquête sont leurs premiers moments de contact direct avec un cyborg et leurs sentiments sont mitigés, en partie du fait de la nature humaine de leur SecUnit.
Le docteur Mensah, qui dirige PréservationAux, prend la décision de contacter le groupe DeltFall, la deuxième équipe présente sur la planète, afin de comparer leurs rapports d'analyse respectifs. Après un premier contact fructueux, plus aucune communication ne leur parvient. Mensah décide d'envoyer une équipe enquêter sur la base de DeltFall, de l'autre côté de la planète. Une fois sur place, AssaSynth pénètre seul dans la base et découvre que tout le personnel y a été brutalement assassiné et qu'une de leurs trois SecUnits a été détruite. Il parvient à désactiver les deux autres après qu'elles l'aient attaqué, mais il est pris par surprise lorsque deux autres SecUnits apparaissent. Il est capturé et un module de stockage est installé sur le connecteur présent sur sa nuque. Il parvient néanmoins à détruire une SecUnit au prix de graves blessures tandis que le docteur Mensah tout juste arrivé détruit la seconde avant qu'elle ne l'achève. AssaSynth comprend alors que des deux SecUnits ne s'étaient pas rebellées mais qu'un module d'infection virale leur avait été installé, semblable à celui qu'il vient de recevoir. Un tel module autorise une prise de contrôle extérieure, transformant un synthétique globalement autonome en marionnette armée jusqu'aux dents. AssaSynth demande alors à Mensah de le tuer et, devant son refus, se tire dans le torse avec son arme de poing.
Un peu plus tard, AssaSynth se réveille et se rend compte que les scientifiques de PréservationAux ont été en mesure de supprimer son module avant qu'il ne termine le téléchargement des données qui l'aurait placé sous le contrôle de ceux qui en avaient fait de même avec les autres SecUnits. Les scientifiques découvrent alors qu'AssaSynth est autonome et que lors d'une de ses anciennes missions il a dysfonctionné et assassiné cinquante-sept personnes. Ce dernier leur explique que le dysfonctionnement est venu de son module superviseur et que c'est pour cela qu'il l'a ensuite piraté pour ne plus jamais vivre un tel cauchemar. Les scientifiques de PréservationAux conviennent que, sur la base de son comportement protecteur jusqu'à présent, ils peuvent avoir confiance en la SecUnit. Se souvenant de petits incidents qui semblent maintenant être des tentatives de sabotage, AssaSynth et les huit humains comprennent qu'il doit y avoir une troisième expédition sur la planète, dont les membres ont éliminé ceux de DeltFall et tentent de faire de même avec eux pour une raison indéterminée. Ils se rendent compte que leur système informatique a été piraté et ils fuient leur habitat avant que l'expédition mystère qu'ils ont surnommée ÉquipéedEnfer ne vienne les tuer. AssaSynth a néanmoins laissé sur place des caméras espions, mais il est nécessaire d'être à proximité de la base pour récupérer leurs données.
Un jour après, AssaSynth et trois humains retournent à proximité de leur base et ils découvrent qu'ÉquipéedEnfer se nomme en fait GrayCris et qu'un de leur membre a laissé un message dans leur base les invitant à une rencontre à un point de rendez-vous pour négocier les conditions de leur survie. AssaSynth sait que GrayCris ne les laissera jamais vivre, mais la SecUnit a un plan. AssaSynth fait une proposition à GrayCris pour négocier sa propre liberté, mais il s'agit en fait de gagner du temps pendant que les scientifiques de PréservationAux se rendent à la base de GrayCris pour activer leur balise de détresse. Le plan fonctionne, mais AssaSynth est blessé en protégeant Mensah lors de l'explosion faisant suite au lancement de la fusée balise.
Plus tard, dans l'anneau orbital sur lequel l'équipe de PréservationAux a été transportée par un vaisseau de rapatriement d'urgence, la SecUnit se retrouve réparée et en ayant conservé sa mémoire et son module superviseur piraté, ce qui est contraire à tous les règlements de la compagnie qui loue ses services. Il s'avère que Mensah a acheté son contrat et souhaite le ramener sur sa planète, Préservation, où il pourra vivre de manière autonome. Bien que reconnaissant, AssaSynth est réticent à ce que des décisions soient prises pour lui et il choisit de s'embarquer sur un vaisseau cargo autopiloté sans prévenir quiconque.

## Éditions
- All Systems Red, Tor, 2 mars 2017, 154 p.  (ISBN 978-0-7653-9753-9)
- Défaillances systèmes, L'Atalante, coll. « La Dentelle du cygne », 25 avril 2019, trad. Mathilde Montier, 128 p.  (ISBN 978-2-84172-899-2)